# Diptilon barbata
Diptilon barbata är en fjärilsart som beskrevs av Carlos Schrottky 1910. Diptilon barbata ingår i släktet Diptilon och familjen björnspinnare. Inga underarter finns listade i Catalogue of Life.